# Иствикские ведьмы (фильм, 1987)
«Иствикские ведьмы» (англ. The Witches of Eastwick) — американский художественный фильм режиссёра Джорджа Миллера, вышедший на экраны в 1987 году. Является экранизацией одноимённого романа американского писателя Джона Апдайка.

## Сюжет
Александра Медфорд, Джейн Споффорд и Сьюки Риджмонт — три неудовлетворённые жизнью молодые женщины, живущие в маленьком городке Иствик в Новой Англии. Александра — скульптор и вдова, мать взрослой дочки; Джейн — преподаватель музыки в средней школе, в разводе; Сьюки — журналист газеты «Мир Иствика», мать шестерых детей, соломенная вдова. Всех трёх соединяет давняя дружба и то, что они по той или иной причине лишились мужей. Они собираются по четвергам, пьют мартини и мечтают об идеальном мужчине. Однажды они заметили, что, как только они все вместе захотели, чтобы начался дождь и закончилось нудное выступление одного из столпов местного общества, это произошло. Тогда они в шутку захотели идеального мужчину, который подходил бы каждой из них.
Вскоре в городе появляется мужчина, купивший дом Леннокса, издавна пользующийся дурной славой. Его появление взбудоражило жителей маленького городка. Особенно недоверчиво к новому жителю отнеслась одна из так называемых самых благочестивых женщин города — Фелисия Олден. Она жена начальника Сьюки, Клайда Олдена.
Незнакомец за короткое время успевает очаровать всех, несмотря на то, что ведёт себя крайне вызывающе и беспардонно, но имя его волшебным образом испаряется из памяти людей. После своего выступления Джейн получает цветы от таинственного поклонника. На карточке только буква «Д». Сьюки, приложив усилия, вспоминает его неуловимое имя. Как только вслух произносится: «Дэрил Ван Хорн», жемчуг Сьюки рассыпается, и Фелисия, поскользнувшись, падает с лестницы и ломает ногу.
Через короткое время Дэрил знакомится со всеми тремя девушками. Александру сначала отталкивает его бравада, но после неожиданной речи о ней самой её сердце тает. Он давит на стихию Алекс, землю — она ведёт образ жизни земли, матери-кормилицы, заботится, обслуживает, а когда же поживёт для себя? Затем он приходит к Джейн. Занимаясь сначала музыкой, а потом сексом, Дэрил раскрывает страсть, таившуюся в Джейн. Её стихией оказывается огонь. В конце концов очередь доходит и до Сьюки, которая тоже не может отказать обаятельному дьяволу. Её стихия — вода, и именно в воде бассейна он её обольщает. Между женщинами ненадолго возникает соперничество за внимание Дэрила, но он убеждает их, что они в равной степени ему дороги. Тем более, дьявола называют князем воздуха и тьмы, он четвертая стихия, нужная им для магии. Проводя много времени вчетвером, Алекс, Джейн и Сьюки обнаруживают в себе удивительные возможности, которые раньше, до Дэрила, списывали лишь на совпадения.
В это время Фелисия постепенно сходит с ума. Она постоянно твердит, что Дэрил — дьявол, а женщины вокруг него — истинные ведьмы. Её постоянно преследуют видения. Алекс и Сьюки неприятно происходящее. Они пытаются убедить Дэрила видеться реже, пока разговоры не утихнут. Он пытается их утешить и, применив заклинание, с помощью ничего не подозревающих подруг насылает на Фелисию безумие. В порыве одержимости она набрасывается на мужа, а он, не выдержав больше этих странных выходок, убивает её.
Девушки, поняв, что происходящее — дело рук Дэрила, договариваются больше не встречаться с ним. Ван Хорн, обезумев от одиночества, воплощает в жизнь их самые страшные кошмары. Алекс просыпается в кровати, полной змей. Джейн видит своё обезображенное старостью отражение в зеркале, а Сьюки испытывает страшную боль, которой она боится больше всего на свете. Сьюки попадает в больницу. Там выясняется, что она беременна. Через короткое время Алекс и Джейн понимают, что тоже станут матерями, хотя муж бросил Джейн из-за бесплодия. Девушки решают, что одолеть Дэрила по-честному у них не получится. Они притворяются, что снова хотят к нему вернуться. Утром, отправив его в город, подруги начинают практиковаться в чёрной магии. Они делают куклу вуду Дэрила и проделывают с ней все фокусы, которым он их научил. Дэрил спешит домой. Только там он принимает своё истинное дьявольское обличье. Девушки в испуге разбивают куклу, но это ни к чему не приводит, а только злит Дэрила. В итоге девушки кидают куклу в огонь, и Дэрил исчезает.
Проходит 18 месяцев. Девушки живут большой дружной семьёй в доме Леннокса. Они воспитывают сыновей Дэрила, изредка говорят о нём и с сожалением признают, что он был лучшим в их жизни. Через какое-то время Дэрил появляется на большом экране телевизора. Он общается со своими сыновьями. Девушки видят это, ласково улыбаются и выключают телевизор.

## В ролях
- Джек Николсон — Дэрил Ван Хорн
- Шер — Александра Медфорд
- Сьюзан Сарандон — Джейн Споффорд
- Мишель Пфайффер — Сьюки Риджмонт
- Вероника Картрайт — Фелисия Олден
- Ричард Дженкинс — Клайд Олден
- Карел Стрёйкен — Фидель
- Кори Кэрриер — мальчик, играющий на тарелках в школьной музыкальной группе (впервые на широком экране)

## Отличия от романа
В целом сюжет фильма соответствует литературной основе (хотя в книге события развиваются более мрачно), но есть ряд существенных различий. И там, и там, действие разворачивается в Род-Айленде, но роман повествует о поздних 1960-х. В книге Дэрил ещё более демоничен, жесток и эгоистичен. В фильме отсутствует один из ключевых эпизодов, когда Дэрил неожиданно женится на молодой и невинной девушке Дженни, и три ревнивые ведьмы насылают на неё рак, что приводит к её смерти. Кроме того, в романе полностью отсутствует линия с беременностью героинь.

## Интересные факты
- Первоначально роль Александры, которая в конечном счёте досталась Шер, должна была сыграть Сьюзан Сарандон, а Дэрила ван Хорна должен был играть Билл Мюррей.
- На роль Александры пробовалась Анжелика Хьюстон.
- Когда на студии обсуждались возможные способы уменьшить бюджет фильма, Джордж Миллер предложил избавиться от его личного трейлера, мотивируя это тем, что режиссёр постоянно нужен на съёмочной площадке, и поэтому трейлер ему совершенно не нужен. Это было расценено боссами студии как слабость, и они начали активно вмешиваться в производственные запросы режиссёра. Так, если Миллер запрашивал 50 единиц какого-нибудь реквизита, студия предоставляла всего дюжину. Если он запрашивал две камеры, студия предоставляла одну. Миллер решил «бороться с огнём при помощи огня» и стал отказываться снимать те сцены, запросы для которых не были полностью удовлетворены. Студия ответила тем, что начала поиски нового режиссёра. От увольнения Джорджа Миллера спас Джек Николсон, который поддержал режиссёра и публично поклялся покинуть проект, если Миллера заменят.
- Партию свиста Дэрила ван Хорна в эпизоде у прилавка мороженщика насвистел сам композитор фильма Джон Уильямс.
- Змея, фигурирующая в одном из эпизодов фильма, — это совершенно безопасная горная королевская змея (Lampropeltis alterna), появление которой — обычное дело в Техасе.
- Во время тест-просмотров зрители были настолько недовольны оригинальной концовкой фильма, что пришлось отснять несколько вариантов альтернативного финала.
- Пьеса, которую Дэрил ван Хорн исполняет на скрипке, — это каприс № 16 соль-минор Никколо Паганини.
- Реплика «Женщина — это дырка, разве не так говорят? Вся тщетность мира льётся в неё» — это цитата из книги французского философа Жана-Поля Сартра «Бытие и Небытие».
- Имя персонажа Уолтера Неффа — это отсылка к знаменитому «чёрному фильму» Билли Уайлдера «Двойная страховка» (1944), где так зовут главного героя.
- Эпизод, в котором одна из героинь срывается с балкона, — это цитата из классической кинодьяволиады Ричарда Доннера «Омен» (1976).

## Критические отзывы
«Иствикские ведьмы» имеют 75 % положительных отзывов на сайте Rotten Tomatoes. The Washington Post писал, что «Голливуд нарушает все запреты, переделывая оригинальную книгу Джона Апдайка в роскошную, полную сюрпризов сказку». Дженет Маслин из The New York Times рекомендует «яркий, потрясающий и невероятно стильный фильм». Variety описывает фильм как «очень забавный и непредсказуемый».
Большинство критиков соглашаются на том, что именно в этом фильме открылся потрясающий комический талант Джека Николсона. Chicago Sun-Times пишет, что «он был рождён для этой роли. Сцена, где он, одетый в пижаму и растягивающийся на кровати, наслаждается своей необыкновенной чувственностью, — один из самых запоминающихся моментов фильма». The New York Times пишет, что хотя «исполнители всех ролей чрезвычайно смотрибельны, но именно Николсон был действительно рождён для роли маленького дьявола».

## Премии и номинации
Оскар (1988 год)
- Номинации: Лучший звук и Лучший оригинальный саундтрек

Британская академия (1988 год)
- Победитель: Лучшие визуальные эффекты